# Länge über Puffer
Der Begriff Länge über Puffer (Abkürzung: LüP) stammt aus dem Bereich der Konstruktion von Eisenbahnfahrzeugen. Mit ihm wird die Gesamtlänge eines mit Puffern ausgerüsteten Eisenbahnfahrzeugs ausgedrückt.
Die Länge über Puffer ist auf den Konstruktionszeichnungen zu finden und wird üblicherweise in der kleinsten gebräuchlichen Maßeinheit ausgedrückt. Gemessen wird von der äußersten Fläche des Puffertellers bis zur äußersten Fläche des Puffertellers am anderen Ende des Fahrzeuges, wobei die Puffer nicht unter Druck stehen.
Bei Fahrzeugen mit Mittelpufferkupplung wird hingegen alternativ der Begriff Länge über Kupplung verwendet.